# Wahlbezirk Österreich unter der Enns 39
Der Wahlbezirk Österreich unter der Enns 39 war ein Wahlkreis für die Wahlen zum Abgeordnetenhaus im österreichischen Kronland Österreich unter der Enns. Der Wahlbezirk wurde 1907 mit der Einführung der Reichsratswahlordnung geschaffen und bestand bis zum Zusammenbruch der Habsburgermonarchie.

## Geschichte
Nachdem der Reichsrat im Herbst 1906 das allgemeine, gleiche, geheime und direkte Männerwahlrecht beschlossen hatte, wurde mit 26. Jänner 1907 die große Wahlrechtsreform durch Sanktionierung von Kaiser Franz Joseph I. gültig. Mit der neuen Reichsratswahlordnung schuf man insgesamt 516 Wahlbezirke, wobei mit Ausnahme Galiziens in jedem Wahlbezirk ein Abgeordneter im Zuge der Reichsratswahl gewählt wurde. Der Abgeordnete musste sich dabei im ersten Wahlgang oder in einer Stichwahl mit absoluter Mehrheit durchsetzen. Der Wahlkreis Österreich unter der Enns 39 umfasste die Gemeinden Baden, Vöslau, Weikersdorf, Mödling und Schwechat.
Aus der Reichsratswahl 1907 ging Ernst Zeiner (Christlichsoziale Partei) als Sieger hervor. Er setzte sich in der Stichwahl mit 50,1 Prozent gegen den Sozialdemokraten Leopold Winarsky durch. Bei der Reichsratswahl 1911 konnte sich der deutsch-freiheitliche Hans Schürf mit 53 Prozent gegen den Sozialdemokraten Richter durchsetzen.

## Wahlen

### Reichsratswahl 1907
Die Reichsratswahl 1907 wurde am 14. Mai 1907 (erster Wahlgang) sowie am 23. Mai 1907 (Stichwahl) durchgeführt.

#### Erster Wahlgang
| Kandidat                                                                     | Partei                                   | Wahlkreis- stimmen | Stimmen- anteil |
| ---------------------------------------------------------------------------- | ---------------------------------------- | ------------------ | --------------- |
| Leopold Winarsky                                                             | Sozialdemokratische Arbeiterpartei       | 2465               | 31,5 %          |
| Ernst Zeiner                                                                 | Christlichsoziale Partei                 | 2393               | 30,6 %          |
| Gustav Marchet                                                               | deutsch-fortschrittlicher Kandidat       | 2107               | 26,9 %          |
| Josef Herzog                                                                 | deutsch-nationaler/alldeutscher Kandidat | 798                | 10,2 %          |
| Sonstige                                                                     |                                          | 62                 | 0,8 %           |
| Wahlberechtigte: 8376, Ungültige/Leere Stimmen: 128, Wahlbeteiligung: 94,9 % |                                          |                    |                 |

#### Stichwahl
| Kandidat                                                                     | Partei                             | Wahlkreis- stimmen | Stimmen- anteil |
| ---------------------------------------------------------------------------- | ---------------------------------- | ------------------ | --------------- |
| Ernst Zeiner                                                                 | Christlichsoziale Partei           | 3783               | 50,1 %          |
| Leopold Winarsky                                                             | Sozialdemokratische Arbeiterpartei | 3764               | 49,9 %          |
| Wahlberechtigte: 8376, Ungültige/Leere Stimmen: 364, Wahlbeteiligung: 94,4 % |                                    |                    |                 |

### Reichsratswahl 1911
Die Reichsratswahl 1911 wurde am 13. Juni 1911 (erster Wahlgang) sowie am 20. Juni 1911 (Stichwahl) durchgeführt.

#### Erster Wahlgang
| Kandidat                                                                     | Partei                             | Wahlkreis- stimmen | Stimmen- anteil |
| ---------------------------------------------------------------------------- | ---------------------------------- | ------------------ | --------------- |
| Paul Richter                                                                 | Sozialdemokratische Arbeiterpartei | 3287               | 39,1 %          |
| Hans Schürf                                                                  | deutsch-freiheitlicher Kandidat    | 3099               | 36,8 %          |
| Josef Kollmann                                                               | Christlichsoziale Partei           | 1936               | 23,0 %          |
|                                                                              | deutsch-nationaler Kandidat        | 44                 | 0,5 %           |
|                                                                              | Sonstige                           | 49                 | 0,6 %           |
| Wahlberechtigte: 9021, Ungültige/Leere Stimmen: 185, Wahlbeteiligung: 94,5 % |                                    |                    |                 |

#### Stichwahl
| Kandidat                                                               | Partei                             | Wahlkreis- stimmen | Stimmen- anteil |
| ---------------------------------------------------------------------- | ---------------------------------- | ------------------ | --------------- |
| Hans Schürf                                                            | deutsch-freiheitlicher Kandidat    | 4337               | 53,1 %          |
| Paul Richter                                                           | Sozialdemokratische Arbeiterpartei | 3838               | 46,9 %          |
| Wahlberechtigte: 9260, Ungültige Stimmen: 379, Wahlbeteiligung: 92,4 % |                                    |                    |                 |